# 稲田安良
稲田 安良（いなだ やすよし、1901年〈明治34年〉4月27日 - 1981年〈昭和56年〉11月26日）は、陸軍歩兵（大佐）。正五位、勲四等。

## 略歴
1901年（明治34年）4月27日、北諸県郡山之口（現都城市）において稲田安彦の長男として生まれる。父・稲田安彦は元陸軍中尉であり、都城中学校の兵式体操の教官を務めていたこともある。1916年（大正5年）9月、都城中学校の第2学年から広島陸軍地方幼年学校に入校し、同校を経て、同年12月7日に陸軍士官学校本科を卒業（陸士第35期生）した。同年10月、陸軍歩兵少尉に任官し、歩兵第64連隊附となる。
1925年（大正14年）5月、歩兵第13連隊附に補せられる。1926年（大正15年）10月、陸軍歩兵中尉に進級、1928年（昭和3年）1月、熊本陸軍教導学校学生隊附となる。同年7月、陸軍歩兵大尉に進級し、歩兵第47連隊中隊長に補せられ、満州派遣、吉林省敦科附近警備討伐に従事した。1933年（昭和8年）2月、熱河作戦に参加。赤峰、建平付近の警備に当たり、関東軍兵站監部北票出張所の所長を務めた。
1934年（昭和9年）12月、歩兵第11旅団副官に補せられ、第6師団軍法会議判士に任じられた。1936年（昭和11年）3月、第5師団司令部附被仰付、広島陸軍幼年学校創設委員、同校生徒監に補せられた。1938年（昭和13年）3月、陸軍歩兵少佐に任せられ、広島幼年学校副官に補せられる。1939年（昭和14年）11月、歩兵第64連隊大隊長に補せられ、満州国ハイラル区に駐屯し、ノモンハン事件後の同正面警備を担任した。
1941年（昭和16年）3月、陸軍予科士官学校生徒隊中隊長に補せられ、同年10月、陸軍歩兵中佐に進級した。1943年（昭和18年）3月、教育総監部課長 兼 陸軍将校生徒試験常置委員主事、陸軍兵科少尉候補者試験委員主事などの任務に補せられた。1944年（昭和19年）3月、教育総監部高級副官に補せられる。1945年（昭和20年）6月、陸軍歩兵大佐に任せられ、歩兵第343連隊長に補せられた。
1945年（昭和20年）8月15日、終戦。同年10月、京都連隊区司令部附となり、11月30日に待命、予備役に編入されたが、12月1日に即日臨時招集を受け、京都地方世話部文書課長を命ぜられ、高等官三等第一復員官に任命された。